# Costus afer
Costus afer är en enhjärtbladig växtart som beskrevs av Ker Gawl. Costus afer ingår i släktet Costus och familjen Costaceae. Inga underarter finns listade.

## Bildgalleri

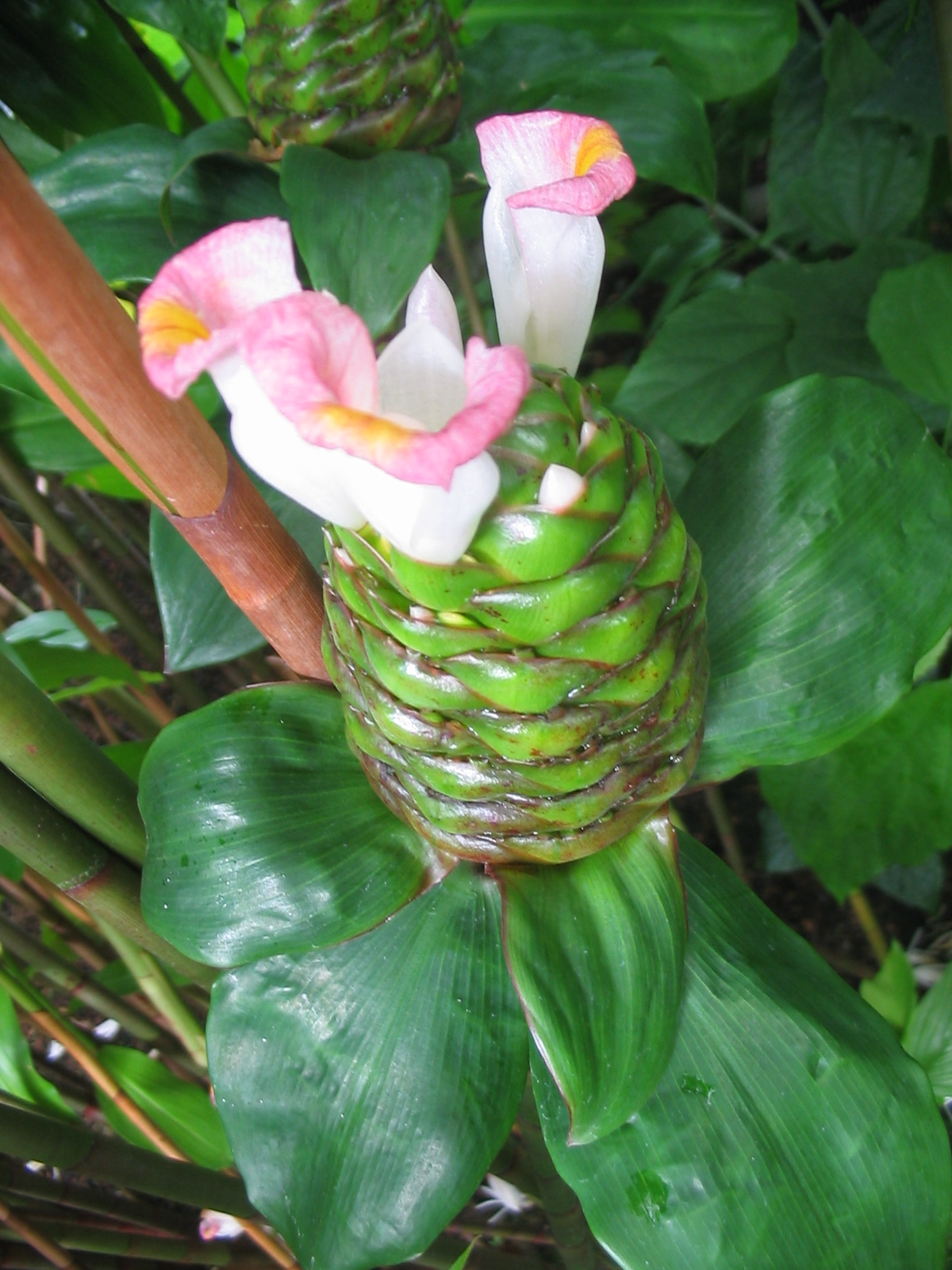